# Зирченко, Сергей Петрович
Сергей Петрович Зирченко (28 ноября 1964, Ашхабад — 2 декабря 2007, Одесса) — советский и украинский футболист, полузащитник. Мастер спорта (1987).

## Биография
Уроженец туркменского Ашхабада, Зирченко начало карьеры провёл в узбекских клубах «Наримановец» (1982—1983) и «Звезда» Джизак (1983—1985). В 1986—1989 годах играл за одесский «Черноморец», провёл в высшей лиге 31 матч, забил 1 гол. Затем выступал за никопольский «Колос» (1990). В сезоне 1991 года, в составе команды «Тилигул» Тирасполь стал обладателем малых серебряных медалей чемпионата СССР. Команда заняла второе место в союзном чемпионате первой лиги и получила, впервые в своей истории, право выхода в высшую лигу. Однако, так и не сыграла в высшем дивизионе чемпионата СССР, из-за распада Советского Союза и прекращения проведения союзного чемпионата. В 1992 году вернулся в «Черноморец», но вскоре перебрался в Россию, где играл за «Терек» (1992—1993), «Эрзу» (1994) и «Зенит» (Санкт-Петербург) (1995), в котором и закончил профессиональную карьеру.
Скончался 2 декабря 2007 года в Одессе.

## Достижения
- В списках лучших футболистов УССР[укр.]: 1988 — № 3 (полузащитник)
- Обладатель Кубка Украины 1992[2]